# Scleria thwaitesiana
Scleria thwaitesiana är en halvgräsart som beskrevs av Johann Otto Boeckeler. Scleria thwaitesiana ingår i släktet Scleria och familjen halvgräs. Inga underarter finns listade i Catalogue of Life.